# Neotrionymus cynodontis
Neotrionymus cynodontis är en insektsart som först beskrevs av Kiritshenko 1932.  Neotrionymus cynodontis ingår i släktet Neotrionymus och familjen ullsköldlöss. Inga underarter finns listade i Catalogue of Life.